# Lacul Cinciș
Lacul Cinciș este un lac de acumulare din județul Hunedoara. Este de unul dintre cele mai mari lacuri din Transilvania, având o suprafață de cca 867 ha și o adâncime maximă de 48 metri.

## Așezare geografică
Lacul Cinciș este situat in partea sud-vestică a României la 15 km de Municipiul Hunedoara. Lacul este situat în centrul județului Hunedoara. Din cauza faptului ca județul Hunedoara nu are ieșire la mare, lacul Cinciș  mai este denumit în glumă și Marea hunedorenilor.

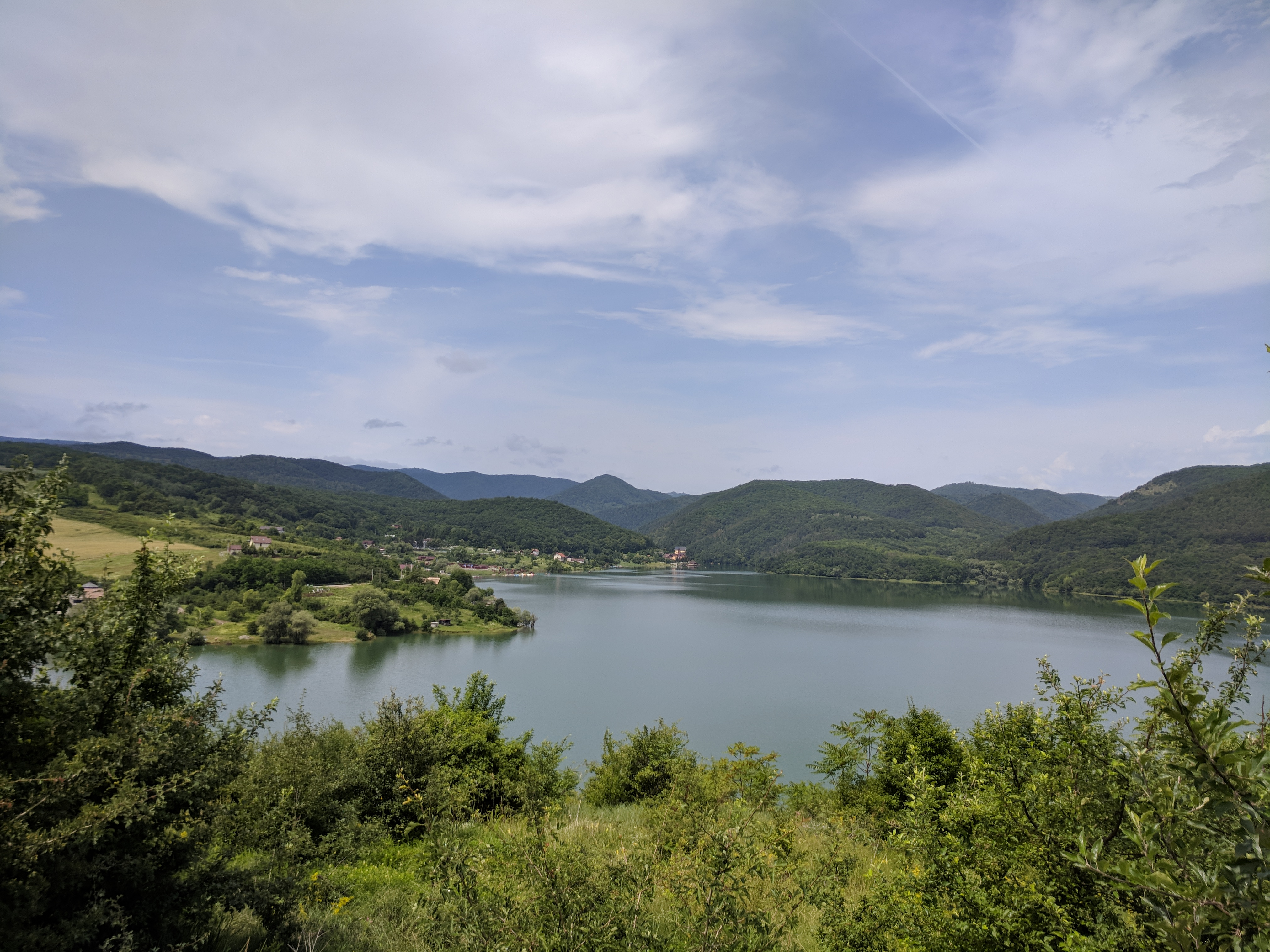
Lacul Cinciș într-o după-amiază timpurie, însorită

## Habitate
Malurile lacului sunt alcătuite din mai multe habitate, 48% sunt considerate a fi în stare naturală, iar restul de 52% este nisip. Principalele specii de pești sunt crapul, știuca, amurul, șalăul, carasul.

## Localități
Cinciș-Cerna - Bulbucani - Ciuleni

## Turism
Sezonul turistic de vârf, se întinde de la începutul lunii iunie până la sfârșitul lui august.Temperatura medie a apei este de 18 °C. făcând posibil înotul. Principalele atracții turistice sunt reprezentate de pescuit, sporturi nautice, vizitarea obiectivelor turistice din zonă. Țărmul nordic al lacului este alcătuit din plaje, în timp ce țărmul sudic este alcătuit din dealuri și păduri. În jurul lacului sunt 2 camping-uri, 3 moteluri și mai multe pensiuni, numeroase vile (particulare sau  destinate turiștilor) o sala de popice, etc.